# Bucuria (companie)
Bucuria este o companie producătoare de patiserie și cofetărie (dulciuri, biscuiți, etc) care activează în Chișinău, Republica Moldova. A fost fondată în septembrie 1946.
Este cea mai mare întreprindere moldovenească specializată în producerea tuturor tipurilor de produse de cofetărie zaharoase, ciocolatei și produselor de ciocolată. Produce de asemenea produse de cofetărie făinoase (vafele și biscuiți). Asortimentul producției depășește 450 de denumiri. Se estimează că întreprinderea produce 90% din volumul producției de bomboane din țară.

## Istoric
Anul fondării este considerat 1946, când a fost deschisă fabrica de cofetărie nr. 1 din Chișinău. Anul 1946 este marcat în istoria țării noastre de ordonanța Sovietului de Miniștri al republicii privind modernizarea și lansarea producției la Fabrica Nr. 1 din Chișinău, fondată în baza fostelor întreprinderi rudimentare. Va trece foarte puțin timp și, acolo unde erau situate încă nu demult cazărmile militare, cofetarii moldoveni vor începe, cu ajutorul echipamentului adus din Germania, să producă primele kilograme de bomboane și caramelă.
În 1949 a fost dată în exploatare secția de macaroane (cu o capacitate de 10 tone pe zi), iar în 1952 cea de biscuiți (cu o capacitate de 14 tone pe zi). În anul 1955 fabrica producea 7,5 tone de bomboane și 4,5 tone de ciocolată pe zi. Către anul 1986 capacitățile de producere au ajuns la 42 mii de tone de produse de cofetărie pe an.
În 1955 denumirea fabricii a fost schimbată în Fabrica de cofetărie și macaroane, iar peste șapte ani, în 1962, la denumirea în cauză este adăugat un nou nume – „Bucuria”. 

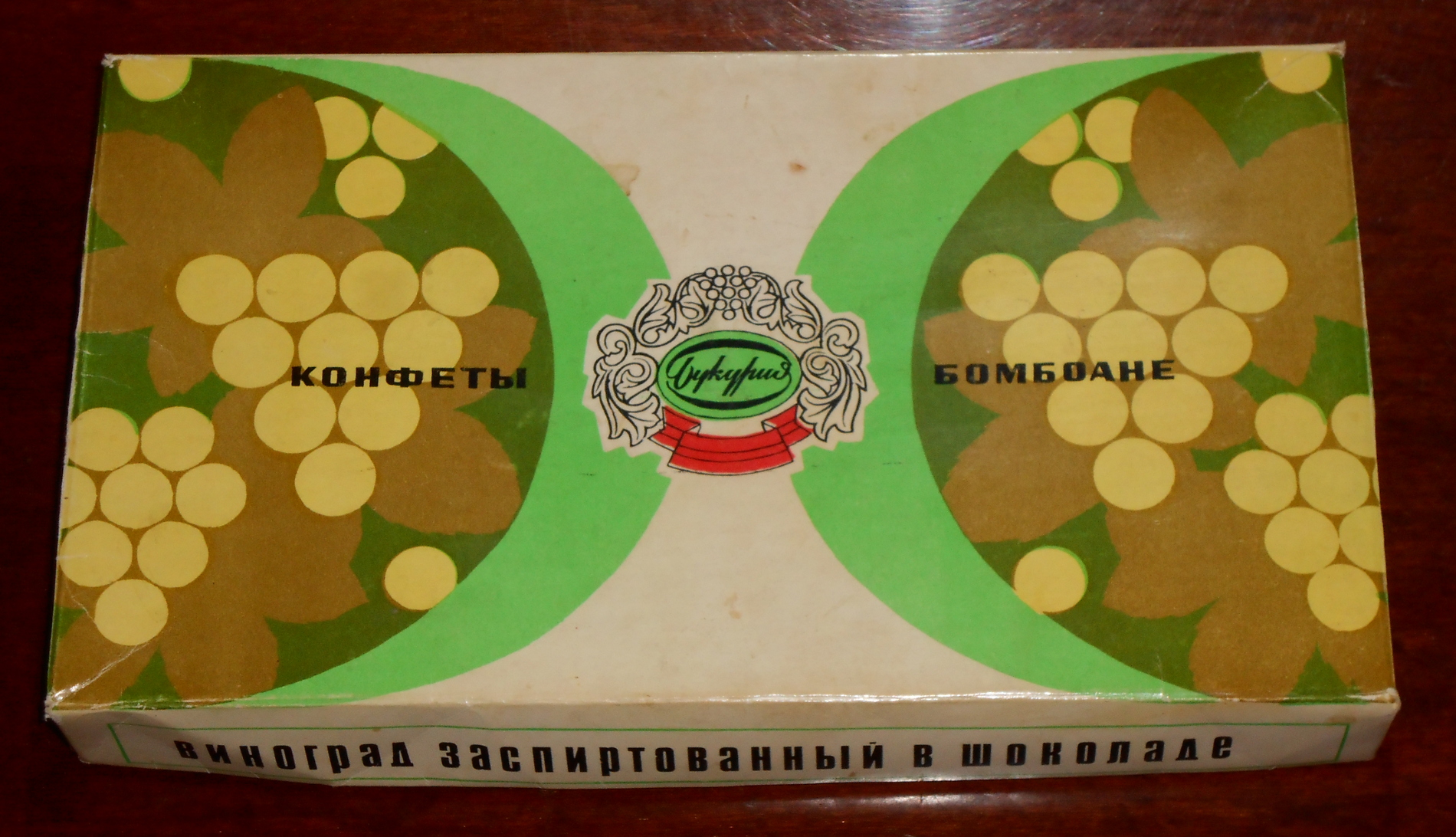
Bomboane „Bucuria” pe timpul RSSM

În 1977 „Bucuria” capătă statutul de întreprindere de cercetare și experimentare. Aceasta a avut loc datorită implementării active în procesul de producere a tipurilor ne tradiționale de materie primă. 
Către anul 1986 capacitățile de producere au ajuns la 42 mii de tone de produse de cofetărie pe an.
Timp de mulți ani fabrica, din motive clare, a existat ca întreprindere de stat, iar în septembrie 1991 a devenit întreprindere de arendă.
La 28 septembrie 1992, prin acord cu colectivul de muncă și în conformitate cu Legea Republicii Moldova „Privind societățile pe acțiuni”, întreprinderea de arendă a devenit societate pe acțiuni de tip închis cu capital mixt de stat și privatizat. Astfel întreprinderea a primit statutul de SACP „Bucuria”.
În 1994, în conformitate cu legislația Republicii Moldova, SACP „Bucuria” și-a schimbat forma de proprietate – acum este o societate pe acțiuni de tip deschis cu formă privată a capitalului. Structura producerii SA „Bucuria” constă din secții de producere, filiale cu volum propriu de producere, echipament special.
În prezent SA „Bucuria” este cea mai mare întreprindere specializată în fabricarea producției de cofetărie. Volumul de producere constituie aproape 90 de procente din volumul producției de bomboane din Republica Moldova. 
La fabrică sunt instalate linii automatizate, semi-automatizate, linii de flux mecanizate. Producția întreprinderii corespunde cerințelor standardului internațional ISO 9001:2000 și НААСР – ISO 22000:2005, sunt certificate de Organul European de Certificare TUV CERT (TUV Thueringen).
La întreprindere lucrează în jur de 1500 oameni. În 2009, fabrica a fost clasată pe locul 28 în topul celor mai valoroase companii din Moldova.
Acțiunile sunt deținute de:
- Trade House Valday, Rusia (66,46%)
- Legenda, Republica Moldova
- 4400 alți acționari